# Falciano del Massico
Falciano del Massico (Fauciano nel dialetto locale), noto in precedenza come  Falciano di Carinola, è un comune italiano di 3 396 abitanti della provincia di Caserta in Campania, sino al 1964 frazione di Carinola.

## Geografia fisica
Il centro abitato di Falciano del Massico sorge su una zona pedemontana, alle cui spalle si erge il Monte Massico. Nella pianura si localizza il lago di Falciano, noto in passato come lago di Carinola.

## Origini del nome
Sono state formulate varie ipotesi sull'origine del toponimo Falciano. Per primo il Pratilli, nel 1745 lo mette in relazione con il nome del vino Faustiano prodotto in zona. Secondo lo storico ottocentesco locale Luca Menna esso deriverebbe da falcibus, in riferimento alle differenti falci impiegate «per segar le biade e per potar le viti». Più recente è la congettura secondo la quale Falciano deriverebbe dal prediale Faustianum, Falcidianum o Felicianum.

## Storia
La presenza umana nel territorio può essere fatta risalire al Paleolitico medio (75 000-35 000 anni fa), al quale datano i reperti trovati nelle campagne che circondano il centro abitato di Falciano. L'area dell'Ager Falernus, racchiusa dal monte Massico (a nord, nord-ovest), dal fiume Savone (a sud-ovest) e dalle pendici del vulcano di Roccamonfina (a est), fu poi abitata dagli Ausoni-Aurunci, sino alla conquista romana avvenuta nel IV secolo a.C. La romanizzazione del territorio si accompagnò alla realizzazione della via Appia e della viabilità minore, a carattere locale, della quale restano ampie tracce. Diverse furono le villae di età romana edificate sulle colline prospicienti l'attuale centro abitato. Per lo più si trattava dei nuclei attorno ai quali si organizzavano le attività agricole di un territorio particolarmente fertile, che in età antica era noto principalmente per la produzione del vino Falerno, decantato da Virgilio, Orazio, Catullo, Cicerone e Marziale, ed esportato in tutto il Mediterraneo.
Le prime attestazioni del toponimo Fauciano risalgono al IX secolo e solo nel XVII si stabilizzò la forma Falciano, sebbene Fauciano sia usato sino ad oggi nel dialetto locale. Nella carta IGM del 1956 la frazione di Falciano di Carinola era riportata con il doppio appellativo di Falciano Capo e Selice, in riferimento a due distinti nuclei abitati.
Il catasto onciario del 1753 attesta la vocazione agricola del territorio, dato che la metà dei 120 fuochi censiti a Falciano vedeva il capofamiglia registrato come "bracciale". La tipica tipologia edilizia prevedeva abitazioni a piano terra con un cortile interno. A partire dal XVII secolo nell'agro di Falciano iniziarono a trovare diffusione le masserie, grandi edifici rurali sostanzialmente autosufficienti, sorti a volte su ruderi di età romana.
Nel 1964, al termine di un lungo e controverso iter burocratico, Falciano, che fino ad allora era frazione del contiguo comune di Carinola, ottenne l'autonomia comunale. Tuttora la cittadina molto ha in comune con Carinola ed è simbolicamente presente nello stemma del Comune di Carinola con uno di quattro rombi perimetrali.

### Simboli
Lo stemma e il gonfalone sono stati concessi con decreto del presidente della Repubblica del 12 giugno 1984.

## Monumenti e luoghi d'interesse

### Architetture religiose
- Chiesa vecchia di San Rocco e Martino
- Chiesa di San Rocco e Martino
- Chiesa di San Pietro Apostolo (XVII secolo)

### Aree naturali
- Riserva naturale Lago Falciano
- Oasi WWF del Monte Massico

## Società

### Evoluzione demografica
Abitanti censiti

### Etnie e minoranze straniere
Al 1 gennaio 2023 vi erano presenti 181 residenti stranieri, pari al 5,21% della popolazione.

## Cultura

### Istruzione
L'Istituto comprensivo statale di Carinola raggruppa la scuola dell'infanzia, la scuola primaria e la secondaria di primo grado.
È in via di allestimento il museo civico, destinato a ospitare i reperti archeologici ritrovati nel territorio comunale e databili dalla preistoria all'età romana. Si tratta principalmente di reperti preistorici in selce e inoltre di ceramiche a vernice nera, sigillata italica e sigillata africana, epigrafi, anfore impiegate per il trasporto del vino e la ricostruzione di un torchio di età romana.

## Economia
L'economia di Falciano del Massico è erede dell'antica tradizione agricola del territorio. I prodotti tipici sono il vino Falerno, l'olio d'oliva e la mozzarella. In passato l'ager Falernus era noto anche per una varietà di grano tenero autoctono denominato appunto "Grano Falerno".

## Infrastrutture e trasporti
Il centro abitato è collegato a Casanova dalla SP 43 e a Mondragone dalla SP 56. Il comune si trova inoltre a breve distanza dalla strada statale 7 quater Via Domitiana e dalla strada statale 7 Via Appia.
La stazione di Falciano-Mondragone-Carinola, lungo la linea ferroviaria Roma-Formia-Napoli, si trova in una zona scarsamente abitata, distante dai centri cittadini, ed è servita da treni regionali. La stazione venne inaugurata il 28 ottobre 1927.

## Amministrazione
| Periodo | Periodo   | Primo cittadino         | Partito                                      | Carica                  | Note |
| ------- | --------- | ----------------------- | -------------------------------------------- | ----------------------- | ---- |
| 1965    | 1975      | Antonio Di Gregorio     | lista civica Grappolo d'uva - DC             | Sindaco                 |      |
| 1975    | 1990      | Luigi Osvaldo Verrengia | lista civica Bilancia                        | Sindaco                 |      |
| 1990    | 1997      | Raffaele Papa           | DC - lista civica Orologio                   | Sindaco                 |      |
| 1997    | 2002      | Carlo Zannini           | lista civica Torre                           | Sindaco                 |      |
| 2001    | 2002      | Vittoria Ciaramella     |                                              | Commissario prefettizio |      |
| 2002    | 2017      | Carlo Zannini           | lista civica Torre                           | Sindaco                 |      |
| 2007    | 2012      | Giulio Cesare Fava      | lista civica La svolta                       | Sindaco                 |      |
| 2012    | 2017      | Giosuè Santoro          | lista civica Insieme per Falciano - Gabbiano | Sindaco                 |      |
| 2017    | in carica | Giovanni Erasmo Fava    | lista civica Falciano bene comune            | Sindaco                 |      |

### Curiosità amministrativa
Il 5 marzo 2012, quale azione dimostrativa per denunciare la mancanza del cimitero comunale, il sindaco Giulio Cesare Fava ha emesso una storica e provocatoria ordinanza comunale in cui si vieta di morire a chiunque si trovi, anche se di passaggio, sul territorio comunale.